# Блек Меса (Оклахома)
Блек Меса (англ. Black Mesa) — столова гора (меса) на вулканічному плато на крайньому північному заході штату Оклахома, в Оклахомському виступі (англ. Oklahoma Panhandle), на адміністративних кордонах зі штатами Нью-Мексико та Колорадо. Простягається від гори Меса-де-Мая, Колорадо, на південний схід 28 миль (45 км) вздовж північного берега річки Сімаррон, перетинає північно-східний кут штату Нью-Мексико і закінчується у місці злиття річки Сімаррон і Норт-Каррізо-Крік поблизу містечка Кентон в Оклахомському виступі. Її найвища висота, яка досягається в межах штату Колорадо, становить 5705 футів (1739 м). Найвища точка Чорної Мези в Нью-Мексико становить 5239 футів (1597 м). У північно-західному окрузі Кімаррон, штат Оклахома, Блек Меса досягає 4973 футів (1516 м), що робить її найвищою точкою штату Оклахома.
Плато, яке утворилося на вершині гори, відоме як «геологічне диво» Північної Америки. У цій низькотрав'яній прерії є велика кількість дикої природи, зокрема гірські леви, метелики і техаська рогата ящірка.

## Історія
Плато було домом для рівнинних індіанців.

## Зовнішні посилання
- Парк та природний заповідник «Блек Меса»
- Карта парку «Блек Меса» від TopoQuest